# Gruppi d’Azione Patriottica
Die Gruppi d’Azione Patriottica (GAP, „Patriotische Aktionsgruppen“) waren kleine Gruppen von fünf bis sechs Partisanen, die im Zweiten Weltkrieg nach dem Waffenstillstand Italiens vom 8. September 1943 von der Italienischen Kommunistischen Partei und der Aktionspartei gebildet wurden. Sie waren Teil der Garibaldi-Brigaden und führten in den besetzten italienischen Städten bewaffnete Kommando-Aktionen gegen die deutschen Besatzungstruppen durch. Die Militanten der Aktionsgruppen wurden „Gappisti“ genannt.

## Aktionen
Von Dezember 1943 bis zur Befreiung der Stadt intensivierten die GAPs ihre Operationen vor allem im besetzten Rom und planten und führten zahlreiche Angriffe und Sabotageaktionen durch. Am Attentat in der Via Rasella waren unter dem Kommando von Carlo Salinari "Spartaco" und Franco Calamandrei "Cola" 11 Gappisti beteiligt, darunter Rosario Bentivegna und Carla Capponi.